# NGC 2248
NGC 2248 – grupa gwiazd znajdująca się w gwiazdozbiorze Bliźniąt, klasyfikowana jako gromada otwarta lub asteryzm. Odkrył ją Edward Cooper 23 grudnia 1853 roku. Znajduje się w odległości ok. 5675 lat świetlnych od Słońca oraz 33,4 tys. lat świetlnych od centrum Galaktyki.